# MacOS Monterey
macOS Monterey (phiên bản 12) là phiên bản chính tiếp theo của macOS Big Sur, hệ điều hành dành cho máy tính Macintosh của Apple. macOS Monterey được công bố tại WWDC 2021 vào ngày 7 tháng 6 năm 2021, và được phát hành vào ngày 25 tháng 10 năm 2021. Phiên bản tiếp theo của macOS Monterey là macOS Ventura, được phát hành vào ngày 24 tháng 10 năm 2022.